# Научная библиотека Национального педагогического университета имени М. П. Драгоманова
Научная библиотека Национального педагогического университета им. М. П. Драгоманова – учебно-вспомогательное, научное, культурно-просветительное структурное подразделение педагогического университета, которое обеспечивает оперативный доступ к информации с целью повышения качества научного и образовательного процессов, выполняет мемориальную функцию сохранения научных наработок в различных областях знаний, в частности, в сфере просвещения.
Библиотека является самой большой среди библиотек педагогических учебных заведений.
Библиотека поддерживает проект открытого доступа к знаниям путём развития открытых электронных архивов (институционных репозиториев). В электронном институционном репозитории ENPUIR представлены труды ученых университета.
Библиотека – официальный партнер Украинской Библиотечной Ассоциации

## История
Развитие библиотеки тесно связано с деятельностью университета. История Национального педагогического университета берет начало с основания при университете Св. Владимира в 1834 году Педагогического института. В связи с недостаточным количеством архивных материалов сложно восстановить целостную картину формирования; известно, что каждый институт имел собственную библиотеку.
Документально зафиксированная история библиотеки начинается с 1920 года, когда был создан Киевский институт народного образования (КИНО) имени М. П. Драгоманова. Институт начал свою работу в соответствии с Постановлением №38 Управления высших школ города Киева от 15 июля 1920 года. В 1930 году Киевский институт народного образования имени М. П. Драгоманова был реорганизован, и на базе факультета социального воспитания был создан Киевский институт социального воспитания, которому была передана часть изданий из основного фонда библиотеки.
Развитие библиотеки Киевского педагогического института, организованного в 1933 году, началось с пятитысячного книжного фонда и семи работников. Знаменательным для библиотеки стал 1934 год, именно тогда педагогический институт был переведен в другое здание, по адресу бульвар Шевченко, 22/24, в котором библиотеке было выделено 9 комнат общей площадью приблизительно 350 кв. м. В довоенные годы библиотекой заведовали И.С. Ребельский, Н.Ц. Рабинович. Тогда впервые был открыт читальный зал на 30 мест. Фонд библиотеки постоянно увеличивался, и перед войной в 1941 году в фонде уже насчитывалось около 170 тыс. экземпляров
После освобождения Киева в ноябре 1943 года вместе с институтом возобновила свою работу и библиотека. В послевоенные годы библиотеку возглавляли М. С. Мороховская, затем Д. Ю. Серветник, по инициативе которого было начато создание фундаментального фонда библиотеки. В январе 1954 года на должность заведующего библиотекой был назначен Лукаш Николай Алексеевич – известный украинский переводчик-полиглот. В 50-е годы Киевский государственный педагогический институт становится научно-методическим центром педагогического образования республики, который принимает активное участие в создании учебно-методической литературы для преподавателей и студентов педагогических вузов, учителей и учеников средних школ Украины.
С 1954 и в течение следующих 24 лет заведующей библиотекой была Анна Севастьяновна Разумова. В 60-е годы структура библиотеки совершенствовалась, были созданы отделы комплектования, каталогизации, обслуживания, библиографии. С 1977 по 2007 библиотеку возглавляла Эльга Владимировна Татарчук.
Более подробно история библиотеки описана в издании «Історія та сьогодення Наукової бібліотеки НПУ імені М. П. Драгоманова»

## Фонды
В фондах библиотеки хранится более 1,2 млн экземпляров научной, учебной, справочной, методической, художественной литературы, изданной на разных языках.
В 2009 году был создан фонд редких изданий. В нем хранятся издания XVIII, XIX и начала XX веков, прижизненные и редкие издания классиков украинской литературы, деятелей украинской культуры, украинских педагогов, энциклопедии и справочная литература.
Библиотека хранит личные собрания книг, в частности библиотеки П. И. Орлика, С. А. Гальченко и др.
Существует особый фонд трудов ученых университета и защищенных в университете диссертаций.
На сайте библиотеки в разделе «Коллекции» представлены цифровые издания трудов М. П. Драгоманова.

## Структура
Библиотека имеет 10 отделов, 8 секторов, 5 абонементов, 7 читальных залов, расположенных в учебных корпусах университета.
- Дирекция
- Отдел комплектования документов
  - Сектор учета и списания документов
  - Сектор учета электронных изданий
- Отдел каталогизации документов
  - Сектор индексирования документов
- Отдел хранения фондов
- Отдел редких изданий
  - Сектор обработки редких изданий
- Отдел обслуживания главного корпуса
  - Абонемент научной литературы
  - Абонемент учебной литературы
  - Межбиблиотечный абонемент (МБА)
  - Читальный зал № 1
  - Читальный зал № 2: редких изданий и рукописей
  - Зал информационно-поисковых систем
- Отдел обслуживания гуманитарных факультетов
  - Абонемент научной и художественной литературы
  - Студенческий абонемент (абонемент учебной литературы)
  - Читальный зал литературы гуманитарного профиля
  - Читальный зал иностранных изданий и персональных коллекций
  - Читальный зал периодических изданий
  - Читальный зал справочно-библиографических изданий
  - Сектор обслуживания факультета искусств
- Отдел обслуживания историко-социальных факультетов
  - Сектор обслуживания факультета исторического образования
  - Сектор обслуживания факультета социально-психологических наук и управления
- Отдел информационно-библиографической работы
  - Подразделение информационно-библиографической работы гуманитарных факультетов
- Отдел поддержки научных исследований
- Отдел информационно-коммуникационных технологий

## Информационная и справочно-библиографическая деятельность
Для оперативного поиска в библиотеке функционируют традиционный и электронный каталоги. На сайте библиотеки работает виртуальная справочная служба «Спроси библиотекаря» и «Электронная доставка документов». Библиографические и биобиблиографические издания представлены в электронном архиве.